# ヨハン・ゲオルク・ズルツァー
ヨハン・ゲオルク・ズルツァー（ドイツ語: Johann Georg Sulzer, ドイツ語: [ˈzʊltsər]、1720年10月16日 ヴィンタートゥール - 1779年2月27日 ベルリン）は、旧スイス連邦出身の大学教授。

## 業績
はじめは数学を専門としたが、後に電気学に乗り換えた。ヴォルフ派の哲学者で、プロイセン科学アカデミーの哲学部総裁だった。1755年にはデイヴィッド・ヒュームの『道徳原理研究』を英語からドイツ語に翻訳した。
ズルツァーは電池の開発史に関するアネクドートで知られている。1752年、彼は角が接触している2種類の金属を舌の先端で触れた。すると、舌を刺激する感覚がしたが、彼は金属の粒子が振動をおこし、それが味覚神経を刺激したと考えた。この出来事は後に「電池と舌の試験」（battery tongue test）として知られるようになった。すなわち、2種類の金属が電極棒として、唾が電解物として働いた結果、電流が流れたのであった。
ズルツァーは著作のAllgemeine Theorie der schönen Künste（『美しい諸芸術の一般理論』）で「バウムガルテンの手法を拡張して、美的体験への喜びの主体は個人の知覚の状態である、というさらに心理学的な理論にした」。イマヌエル・カントはズルツァーの理論に反対、「私は素晴らしく思慮に富んだ人間（例えばズルツァー）が頻繁に述べた意見に共感できません。彼らはそれまで示された証明の弱点を完全に知りながら、純粋な理性による2つの基本的な主張への証明が未来には現れる、という望みにすがりついています。その主張とは神の存在と来世の存在である。私は当然その反対であり、これは永遠に起きないと考えています。」と述べた。

## 著作
- Unterredungen über die Schönheit der Natur（1750年）
- Gedanken über den Ursprung der Wissenschaften und schönen Künste（1762年）
- Allgemeine Theorie der schönen Künste（1771年 - 1774年、『美しい諸芸術の一般理論』）
- Vermischte philosophische Schriften（1773年/1781年）